# 巴基斯坦證券交易所襲擊事件
2020年6月29日，巴基斯坦證券交易所（PSX）發生了襲擊事件。武裝分子投放手榴彈及無差別開火，造成至少三名守衛與一名副督察死亡及七人受傷。警方稱四名施襲者皆被擊斃。

## 事發過程
2020年6月29日早上10時02分，施襲者乘坐轎車抵達位於I·I·琼德里加路的巴基斯坦證券交易所。巴基斯坦民兵團總監稱10時10分時，四名施襲者已經全數被安全部隊擊斃。他亦稱武裝分子“不僅打算殺戮，也計劃挾持人質”。襲擊事件遭挫敗後，安全部隊隨即清場，現場在約30至35分鐘後恢復平靜。
卡拉奇警長告訴路透社指武裝分子乘坐一輛豐田卡羅拉抵達現場。他們攜自動步槍，並在施放一枚手榴彈後開始往證券交易所外的守衛亭開槍。
官方消息稱守衛隨即反擊，並將四名施襲者擊斃，過程中有警員及安全部隊成員受傷。目擊者稱施襲者從停車場走來並向“每一個人開槍”。報導也稱大多數人逃過射殺，其中有人在鎖上的房間裡避難。《地理新聞》稱交易所內的群眾從建築後門撤出現場。
事件共造成一名警員與三名守衛死亡，另有三名警員、兩名守衛及一名交易所僱員受傷。傷者被送入卡拉奇民事醫院治療。案發現場尋獲四個包裹，裡頭裝有四桿衝鋒槍、手榴彈、武器、水壺與蜜棗。

## 反應
證交所並無因襲擊事件而停止交易，亦如往常般準時閉市。KSE 100指數閉市時走高242點（0.72%），收在34,181.80點。無論如何，事發後股市一度出現拋售潮，導致指數大跌220點至全日最低點，但隨後收復失地，大升267點至全日最高。

## 作案動機
2016年，中國牽頭的財團收購了巴基斯坦證券交易所40%的股份。襲擊發生後，俾路支解放軍對此事件負責，該組織聲稱之所以襲擊就是因為該交易所是由一個中資財團部分持有。該組織同時警告中國，如果中國繼續剝削俾路支人民，該組織將發起針對中國的更多襲擊。中方對此次襲擊案表示譴責。